# USS Bainbridge (DD-1)
USS Bainbridge (DD-1) bio je prvi američki razarač klase Bainbridge. Ime je dobio komodoru Williamu Bainbridgeu.

## Povijest
Kobilica je položena 15. kolovoza 1899. u brodogradilištu Builder, Neafie & Levy u Philadelphiji. Porinut je 27. kolovoza 1901. i u operativnu uporabu primljen je 24. studenog 1902.

### Operativna uporaba
U prosincu 1903. Bainbridge je krenuo na dugo putovanje iz SAD-a prema Filipinima. Zajedno s četiri sestrinska broda, preplovio je Atlantski ocean, Sredozemno more, prošao kroz Sueski kanal ušao u Indijski ocean i u travnju 1904. stigao u Cavitu na Filipinima. Na Dalekom Istoku služio je sljedećih trinaest godina, uglavnom oko Filipinskih otoka i uz obalu Kine.
Azijske vode napustio je u kolovozu 1917. kako bi pojačao borbu američke mornarice protiv njemačkih podmornica u istočnom Atlantiku. U periodu od rujna 1917. do sredine 1918. djelovao je u blizini Gibraltara obavljajući eskortne i ophodne zadatke. U SAD se vratio u srpnju 1918. gdje je do kraja rata (a kratko i nakon njega) djelovao uz američku istočnu obalu.
Iz uporabe je povučen u srpnju 1919 i prodan kao staro željezo u siječnju 1920.

### Zapovjednici
Izvor podataka:
| - George Washington Williams (24.1.1902 - 1904) - Walter Roswell Sexton (1904 - 1905) - Clark Howell Woodward (1905 - 17.1.1907) (Izvan službe od 17. siječnja 1907. do 2. travnja 1908.) - Joseph Vance Ogan (2.4.1908 - 29.11.1908) - Chandler Kendall Jones (29.11.1908 - 6.5.1909) - Lloyd Woolsey Townsend (6.5.1909 - 4.4.1910) - Edmund Spence Root (4.4.1910 - 1911) - Haller Belt (1911 - 1912) | (Izvan službe od 24. travnja 1912. do travnja 1913.) - Charles Johnes Moore (1913 - 4.1913 (u rezervi)) - Raymond Ames Spruance (5.1913. – 5.1914) - Ralph Glover Haxton (5.1914 - 1915) - Arthur Alton Garcelon, Jr. (1915 - 1916) - Thaddeus Austin Thomson Jr. (1916 - 31.1.1918.) - Harold Asa Waddington (1.2.1918. – 6.8.1918.) - David McLernon Collins (6.8.1918. – 3.7.1919.) |